# Опыт (шхуна, 1852)
«Опыт» — парусная шхуна Черноморского флота Российской империи, участник Крымской войны. Шхуна находилась в составе флота с 1852 по 1867 год, совершала плавания в акватории Чёрного моря, по реке Буг и Днепровскому лиману, использовалась в качестве крейсерского, учебного и брандвахтенного судна, принимала участие в захвате укрепления Гагры и перестрелках с горцами, а по окончании службы была продана на слом.

## Описание судна
Парусная шхуна водоизмещением 310 тонн. Длина шхуны составляла 30,2 метра, ширина — 7,8 метра, а осадка 3,7 метра. Вооружение судна состояло из 1-пудовых «единорогов» и 18-фунтовых пушко-карронад, в разное время шхуна несла на борту от 7-ми до 16-ти орудий.
Одна из четырёх шхун и шести парусных и парусно-гребных судов Российского императорского флота, носивших это наименование. В составе Балтийского флота также несли службу одноимённые парусные шхуны 1819 и 1847 годов постройки и парусный катер 1806 года постройки, в составе Черноморского флота — одноимённая транспорт, а затем бомбардирский корабль 1825 года постройки, в составе Каспийской флотилии — одноимённая шхуна 1843 года постройки.

## История службы
Шхуна «Опыт» была заложена на стапеле Николаевского адмиралтейства 23 октября (4 ноября) 1849 года и после спуска на воду 29 сентября (11 октября) 1852 года вошла в состав Черноморского флота России. Строительство вёл корабельный мастер подполковник И. С. Дмитриев.
В 1854 году находилась в практическом плавании на реке Буг с кадетами Черноморской штурманской роты на борту. В 1855 году также совершала плавания по Бугу, а часть кампании находилась на Николаевском рейде, при этом в кампанию этого года командир шхуны капитан-лейтенант Н. Л. Добровольский был награждён орденом Святого Станислава III степени.
В кампанию 1856 года несла брандвахтенную службу в Севастополе, совершала плавания между черноморскими портами, по Бугу и Днепровскому лиману, а также выходила в крейсерства к кавказским берегам. В следующем 1857 году помимо несения брандвахтенной службы в Севастополе также выходила в крейсерские плавания в Чёрное море, в том числе, состоя в распоряжении Кутаисского генерал-губернатора генерал-лейтенанта князя А. И. Гагарина, принимала участие в захвате укрепления Гагры и перестрелках с горцами. 
C 1858 по 1861 год вновь занимала брандвахтенный пост в Севастополе, а также выходила в плавания в Чёрное море и между черноморскими портами. При этом 24 ноября (6 декабря) 1861 года во время плавания по Чёрному морю была выброшена на мель во время шторма, однако в том же году шхуну удалось снять с мели, отремонтировать и вновь ввести в состав флота.
C 1862 по 1866 год также занимала брандвахтенный пост в Севастополе и совершала плавания в том же море, а в 1866 году также совершила плавание из Севастополя в Николаев и обратно. По окончании службы в 1867 году шхуна «Опыт» была продана на слом, а 8 (20) ноября 1868 года исключена из списков судов флота.

## Командиры шхуны
Командирами парусной шхуны «Опыт» в составе Российского императорского флота в разное время служили:
- капитан-лейтенант П. Ю. Лисянский (1851 год)[24];
- лейтенант Г. И. Железнов (до октября 1853 года)[25];
- капитан-лейтенант Н. Л. Добровольский (1854—1856 годы)[26];
- капитан-лейтенант В. Е. Лазарев (1857—1862 годы)[27];
- капитан 2-го ранга Ф. Д. Степанов (1862—1865 годы)[28];
- капитан 2-го ранга С. Д. Бальзам (1865—1866 годы)[20];
- капитан 2-го ранга И. Д. Бальзам (1866 год)[29].